# ETVロケット
ETVロケット（イーティーヴイ - ）（英語: Engineering Test Vehicle）またはQ'ロケット（キューダッシュ - ）とは宇宙開発事業団（現宇宙航空研究開発機構）が開発した技術試験用ロケットである。特にETV-Iロケット（イーティーヴイ-ワン - ）と呼称する場合もある。

## 概要
Nロケット開発におけるデルタロケット技術の導入に先立ち、N-Iロケットの第2段に採用される三菱重工製液体燃料ロケットエンジン「LE-3」の飛翔性能や姿勢制御機能を確認し、また、比較的大規模なロケットの打ち上げ経験を得る目的で開発された。
デルタロケット技術の導入決定以前には自主開発によってQロケットから旧Nロケットへと開発していく構想（QN計画）があり、このロケットが新Nロケットの前段階の小型ロケットであることから関係者の間ではQ'ロケットと呼ばれていた。ETVロケットは後からつけられた名称である。
発射機構としては、ミューロケット用ランチャを液体燃料ロケット対応型に設計変更したものが種子島宇宙センター大崎射場に新造され、打ち上げに用いられた。

## 技術的特徴
当初はQロケット用第3段及び第4段を第2段及び第3段に流用する3段式ロケットとして計画されたが、計画が変更され2段式となった。
第1段にはLE-3と同様に直径が1.4mであること、M-4Sロケットにおいて人工衛星打ち上げ実績をもつこと、日本製で入手が容易なこと等から東京大学宇宙航空研究所（後の文部省宇宙科学研究所、現JAXA宇宙科学研究本部）が開発したM-10ロケットモータが採用された。しかし、当時の宇宙航空研究所のロケットには誘導制御装置がついておらず、誘導制御装置の搭載されたN-Iロケットの第1段とは技術的に大きな隔たりがあった。その為に第2段点火時の姿勢が不確定になることが指摘され、第2段にヒドラジンガスジェット方式の3軸姿勢制御装置を追加、第1段燃焼終了から第2段点火まで20秒間の慣性飛行中にこれを作動させ、基準値へ制御することでこれを解決した。その他にも第1段が2.44mから1.4mに変更されたことに伴って、ノズル膨張比の変更(26→14), 分離機構の再配置等の改修が行われた。
第1段M-10の推進剤であるUP-10'は従来用いられていたUP-10の小改良版であり、酸化剤の過塩素酸アンモニウムと助燃剤の球形アルミニウムの調達において従来同様の製品が入手困難となったことで開発が開始されたものである。M-10においてはM-3Cロケット2号機で初めて使われる予定のものであったが、ETVロケット共同開発の為に急遽予定は変更され、ETVロケット1号機での初採用となった。この変更によって開発を早める必要があり、共同研究としてL-735ロケットモータを用いたサブスケールの地上燃焼試験が追加された。

## 仕様
主要諸元
- 全長：21.8m
- 直径：1.4m
- 重量：39.2t
- 到達高度：190km

機体構成（2号機）
| 段数          | 第1段       | 補助ブースタ | 第2段       |
| ------------- | ----------- | ------------ | ----------- |
| 名称          | M-10        | SB-310       | LE-3        |
| 全長          | 12.4m       | 5.79m        | 6.1m        |
| 代表径        | 1.4m        | 0.31m        | 1.4m        |
| 重量          | 31.2t       | 4.1t （8本） | 5.9t        |
| 推進薬        | UP-10'      | UP-10'       | N2O4 / A-50 |
| 総推力        | 5,080 tf・s | 598 tf・s    | 1,130 tf・s |
| 真空中 比推力 | 225s        | 219s         | 275s        |

## 打ち上げ実績
種子島宇宙センターより打ち上げ
1. 1974年9月2日15:00打ち上げ。第1段の飛翔性能と第2段ガスジェットによる第1段燃焼後の姿勢制御性能,分離機構動作の確認に成功。
2. 1975年2月5日15:00打ち上げ。第2段の飛翔性能、姿勢制御性能の確認に成功。

## ETV-IIロケット
H-Iロケットの構成が決定される以前に液体水素/液体酸素エンジンLE-5の性能や、国産化した慣性誘導装置による誘導制御性能など、H-Iロケット第2段システムの飛翔性能確認を目的として構想されていたのがETV-IIロケットである。H-0ロケットという名称が用いられたこともあった。第1段としてN-IIロケットの第1段をそのまま用いる計画であり、後の2段式H-Iロケットと同様の構成をもつ。1984年冬季の打ち上げを予定していたが、H-Iロケット（H-IAロケット）の構成が正式に決定したことから同計画に統合された。